# أنجيلا فولي
أنجيلا فولي (بالإنجليزية: Angela Foley) هي لاعبة كرة قدم أسترالية أسترالية، ولدت في 13 ديسمبر 1988 في شيبارتون في أستراليا.

## وصلات خارجية
- أنجيلا فولي على موقع AustralianFootball.com (الإنجليزية)